# Wyróżnik szybkobieżności
Wyróżnik szybkobieżności – wielkość charakteryzująca maszyny wirnikowe. Rozróżniamy wyróżnik prędkości dynamiczny i kinematyczny.
{\displaystyle N_{s}={\frac {n{\sqrt {Q}}}{(gH)^{3/4}}}}
gdzie:
{\displaystyle N_{s}} – wyróżnik szybkobieżności (wartość bezwymiarowa)
{\displaystyle n} – prędkość obrotowa (1/s)
{\displaystyle Q} – przepływ (m³/s) w punkcie najwyższej sprawności
{\displaystyle H} – wysokość podnoszenia (m) w punkcie najwyższej sprawności
{\displaystyle g} – przyspieszenie ziemskie (m/s²)
Dynamiczny wyróżnik szybkobieżności turbiny – prędkość obrotowa, jaką miałaby turbina podobna do danej, pracując pod spadem H = 1 m i dająca moc N = 1 KM.
Kinematyczny wyróżnik szybkobieżności turbiny – prędkość obrotowa, jaką miałaby turbina podobna do danej, pracując pod spadem H = 1 m z przepływem Q = 1 m³/s.